# Rebeca Torró
Rebeca Mariola Torró Soler, née le 1er avril 1981 à Ontinyent (province de Valence), est une femme politique espagnole membre du Parti socialiste ouvrier espagnol (PSOE). Elle est secrétaire à l'Organisation du PSOE depuis 2025.

## Vie privée
Rebeca Mariola Torró Soler naît le 1er avril 1981 à Ontinyent, dans la province de Valence.
Elle se marie en 2009 et donne naissance à sa fille unique en 2013. Sa mère, morte en 2025, a été artiste, enseignante et l'une des premières joueuses du Ontinyent Club de Fútbol.

## Formation et vie professionnelle
En 2004, Rebeca Torró obtient sa licence en droit à l'université de Valence, qu'elle complète par un Master of Business Administration (MBA) de l'EAE Business School.
Elle travaille ensuite comme technicienne d'administration de la Fédération valencienne des villes et des provinces puis à la fondation universitaire Vall d'Albaida. Elle intègre ensuite l'équipe de collaborateurs du groupe socialiste de la députation provinciale de Valence comme conseillère juridique.

## Parcours politique

### Politique locale
Adhérente du Parti socialiste ouvrier espagnol (PSOE), Rebeca Torró est élue en 2007 conseillère municipale d'Ontinyent et siège alors dans l'opposition. À la suite des élections de 2011, elle devient deuxième adjointe au maire déléguée au Territoire, à la Sécurité publique et aux Services publics et porte-parole du groupe des élus socialistes, une fonction qu'elle exerce huit ans. Après les élections de 2015, elle est promue première adjointe au maire avec une délégation similaire.
Elle est nommée en 2016 directrice générale du Logement, de la Réhabilitation et du Renouvellement urbain de la Généralité valencienne. À la suite de la mise en examen du maire d'Ontinyent et président de la députation de Valence Jorge Rodríguez, elle le remplace comme députée provinciale et intègre l'exécutif de l'assemblée comme deuxième vice-présidente, déléguée aux Finances, ce qui l'amène à démissionner de ses responsabilités administratives.
Quand Jorge Rodríguez fonde en 2019 le parti local Ens Uneix, il s'entoure de son noyau dur mais Rebeca Torró reste fidèle au Parti socialiste.

### Politique régionale
En 2019, Rebeca Torró est promue secrétaire régionale à l'Économie durable, aux Secteurs productifs, au Commerce et à la Consommation du gouvernement valencien. À ce poste, elle joue un rôle-clé dans la décision de Volkswagen d'installer une gigafactory de batterie pour véhicules électriques à Sagonte.
Le 14 mai 2022, à l'occasion d'un important remaniement de l'exécutif, Rebeca Torró intègre le gouvernement de la Communauté valencienne, présidé par Ximo Puig, comme conseillère à la Politique territoriale, aux Travaux publics et à la Mobilité.
Pour les élections régionales du 28 mai 2023, elle occupe la 2e place sur la liste du Parti socialiste du Pays valencien-PSOE (PSPV-PSOE) dans la circonscription de Valence derrière Ximo Puig et devant son collègue du gouvernement Arcadi España. À la suite du scrutin, qui voit l'accession au pouvoir de Carlos Mazón à la tête d'une coalition entre le Parti populaire (PP) et Vox, elle est désignée porte-parole du groupe des députés socialistes au Parlement valencien.

### Politique nationale
Perçue comme une potentielle successeure de Ximo Puig, Rebeca Torró est nommée en décembre 2023 secrétaire d'État à l'Industrie et doit donc quitter le Parlement valencien. Elle est formellement nommée en Conseil des ministres par le gouvernement Sánchez III le 5 décembre, étant la première femme à occuper ce poste.
Le 4 juillet 2025, le PSOE annonce qu'elle sera nommée secrétaire à l'Organisation, soit « numéro trois » de la commission exécutive, en remplacement de Santos Cerdán, compromis dans une affaire de corruption, dans le cadre d'un remaniement de la direction du parti. Si elle est la troisième femme à occuper ce poste après Carmen García Bloise et Leire Pajín, elle est la première nommée par le secrétaire général Pedro Sánchez. Le remaniement actant sa prise de fonction est ratifié le lendemain par le comité fédéral du PSOE avec un seul vote contre. Juste après sa nomination, ses responsabilités sont élargies aux études et à l'action électorale en raison de la démission de Paco Salazar, titulaire de ce poste et appelé à devenir un de ses adjoints mais qui a dû renoncer à la suite d'accusations de harcèlement sexuel.
Lors du Conseil des ministres du 8 juillet, elle est relevée de son poste de secrétaire d'État à l'Industrie et remplacée par l'économiste Jordi García Brustenga, jusqu'alors directeur général de la Stratégie industrielle.